# Iluzjonista Y
Iluzjonista Y (ur. 3 listopada 1991 w Węgorzewie, właściwie Y Dzięgielewski) – polski iluzjonista i mentalista, autor książki poświęconej sztuce iluzji, youtuber, aktor, właściciel agencji mediów społecznościowych. Magazyn Forbes określił go jako najpopularniejszego polskiego iluzjonistę i nazwał "polskim Davidem Copperfieldem". 
Iluzjonista przedstawiający się jako Y (wym. Igrek) zyskał popularność m.in. dzięki występom w programie "Mam Talent!", gdzie dotarł do półfinału oraz prowadzeniu kanału na YouTube, który osiągnął milion subskrypcji. Od 2017 roku prowadzi autorski program „Magia Y” w telewizji TVN Style, w którym prezentuje swoje umiejętności magiczne zapraszając do udziału znane postacie ze świata show-biznesu. 
Swoje umiejętności prezentował m.in. przed takimi gwiazdami jak Mike Tyson, Robert Lewandowski, Jared Leto, DJ Tiësto, najsłynniejszy youtuber na świecie MrBeast. 
Iluzjonista Y występował z takimi polskimi artystami jak m.in. Doda (na jej urodzinach), Maryla Rodowicz, Joanna Krupa, Mateusz Gessler, raper Rahim, Marcin Prokop, Cyber Marian, Dorota Wellman, siatkarz Mariusz Wlazły.
Jego treści publikowane w mediach społecznościowych przyciągają blisko 3 miliony obserwujących, co czyni go jednym z najbardziej rozpoznawalnych iluzjonistów w Polsce. W 2017 roku opublikował książkę w formie poradnika „13 kroków by stać się magicznym”. 
Od 2023 roku występuje na pokazach łączących stand-up, iluzję i interakcję z widzami. Iluzją zaczął interesować się w celu pokonania nieśmiałości.
Wystąpił w wielu programach telewizyjnych takich jak między innymi MasterChef Junior,  Pytanie na śniadanie, Dzień Dobry TVN, Hejt Park na Kanale Sportowym. 

## Występy w filmach i teledyskach
- Iluzjonista Y w 2019 roku zadebiutował na dużym ekranie w komedii "Futro z misia" (reż. Michał Milowicz), gdzie wcielił się w rolę piekarza[30].
- w 2024 roku, wystąpił w filmie "Dziewczyna influencera", grając samego siebie jako właściciela agencji social media[31].
- wystąpił w teledysku do utworu „ILUMINACIsną bzdur” duetu Kleszcz & DiNO, w którym pojawił się motyw oszustwa karcianego[32].